# Трійкова система числення
Трійкова система числення — позиційна система числення з  цілочисленною основою, рівною 3.
За аналогією з a бітом, трійковою цифрою є трит (англ. trinary digit). Один трит містить {\displaystyle \log _{2}3\approx 1.58496} біт інформації. Трійкова система числення використовується в трійковому комп'ютері.
Існує в двох варіантах: несиметрична і симетрична.

## Трійкові цифри
У несиметричній трійковій системі числення частіше застосовуються цифри {0,1,2}, а в трійковій симетричній системі числення знаки {-, 0, +}, {-1,0, +1}, { 1, 0,1}, {1, 0,1}, {i, 0,1}, {N, O, P}, {N, Z, P} і цифри { 2,0,1}, {7,0,1}. Трійкові цифри можна позначати будь-якими трьома знаками {A, B, C}, але при цьому додатково потрібно вказати старшинство знаків, наприклад, C>B, B>A. 

## Фізичні реалізації
У цифровій  електроніці, незалежно від варіанту трійкової системи числення, одному трійковому розряду в трійковій системі числення відповідає один трійковий тригер як мінімум на трьох інверторах з логікою на вході або два двійкових тригера як мінімум на чотирьох інверторах з логікою на вході.

### Трайт
Деякі трійкові комп'ютери, такі як «Сетунь», використовують трайт який дорівнює 6 тритів, аналогічно двійковому байту.

## Представлення чисел в трійкових системах числення

### Несиметрична трійкова система числення
Прикладом подання чисел у несиметричній трійковій системі числення може служити запис в цій системі цілих додатних чисел: 
| Десяткове число | 0 | 1 | 2 | 3  | 4  | 5  | 6  | 7  | 8  | 9   | 10  |
| Трійкове число  | 0 | 1 | 2 | 10 | 11 | 12 | 20 | 21 | 22 | 100 | 101 |

Якщо в десятковій системі числення є 10 цифр і вага сусідніх розрядів різниться в 10 разів (розряд одиниць, розряд десятків, розряд сотень), то в трійковій системі використовуються тільки три цифри і ваги сусідніх розрядів різняться втричі (розряд одиниць, розряд трійок, розряд дев'яток, ...). Цифра 1, написана першою лівіше коми, позначає одиницю; ця ж цифра, написана другою лівіше коми, позначає трійку і т. д. 
Несиметрична трійкова система числення є окремим випадком спарених (комбінованих) показових позиційних систем числення, в якій a k  - з трійкової множини a = {0,1,2}, b = 3, ваги розрядів рівні 3k. 

#### Показникові системи числення
У показникових позиційних трійкових системах числення використовуються дві системи:
1. Внутрішньорозрядна система кодування з основою З, числа якої використовуються для запису цифр.
2. Приписна міжрозрядна система числення з основою b.

Ціле число в показниковій позиційній системі числення представляється у вигляді суми добутків значень в розрядах (цифр):
- K — число від 0 до  n-1, номер числового розряду,
- N — число розрядів,
- З — основа системи кодування, 3 дорівнює розмірностімножини a = {0,1, …, c-1} з якого беруться цифри a k ,
- Ak  — цілі числа з множини a, назваються цифрами,
- B — число, основа міжрозрядної показниковою вагової функції,
- Bk  — числа міжрозрядної функції, вагові коефіцієнти розрядів.

Кожен добуток{\displaystyle }в такого запису називається (a, b)-им розрядом.
При c = b утворюються (b, b)-ві системи числення з добутком — a k b k  і сумою — {\displaystyle \sum _{k=0}^{n-1}a_{k}b^{k}}, які при b = 3 перетворюються на звичайну (3,3) -ву (трійкову) систему числення. При запису перший індекс часто опускається, іноді, коли є згадка в тексті, опускається і другий індекс.
Ваговий коефіцієнт розряду — b k  — приписної і, в загальному випадку, може бути необов'язково показниковою функцією від номера розряду — k , і необов'язково степенем числа 3 . Множина значень a k  більш обмежена і більше пов'язана з апаратною частиною — числом стійких станів тригерів чи числом станів групи тригерів в одному розряді регістра. У загальному випадку, a k  можуть бути теж необов'язково з трійкової множини a = {0,1,2}, але, щоб спарені системи були трійковими, як мінімум, одна з двох систем повинна бути трійковою. A k -ті ближче до апаратної частини і по a k -тим з множини a = {0,1,2 } або з множини a = {-1,0, +1}, визначається система кодування: несиметрична трійкова або симетрична трійкова.

#### Показникові трійкові системи числення
Ціле число в показниковій позиційній трійковій системі записують у вигляді послідовності його цифр (рядки цифр), що перераховуються зліва направо по спаданню старшинства розрядів: 
{\displaystyle X_{a,b}=(a_{n-1}a_{n-2}\dots a_{0})_{a,b}.}
У показникових системах числення значенню розрядів приписуються вагові коефіцієнти {\displaystyle b^{k}}, в записі вони опускаються, але мається на увазі, що k-ий розряд справа наліво має ваговий коефіцієнт рівний {\displaystyle b^{k}}. 
З  комбінаторики відомо, що кількість записуваних кодів дорівнює числу розміщень з повтореннями:
{\displaystyle {\bar {A}}(a,n)={\bar {A}}_{a}^{n}=a^{n}=3^{n}}, де A = 3 - 3-х елементна множина a = {0,1,2} з якої беруться цифри a k ,  n - число елементів (цифр) в числі x 3, b . 
Кількість записуваних кодів не залежить від основи показникової функції - b, яке визначає діапазон представляються числами x  3, b  величин. 
Дробове число записується і представляється у вигляді: 
{\displaystyle X_{a,b}=(a_{n-1}a_{n-2}\dots a_{1}a_{0},a_{-1}a_{-2}\dots a_{-(m-1)}a_{-m})_{a,b}=\sum _{k=-m}^{n-1}a_{k}b^{k}}, де m - число розрядів дробової частини числа праворуч від коми,
- при m = 0 дробова частина відсутня, число - ціле;
- при ak  з трійкової множини a = {0,1,2} і b = 1 утворюється непозиційна трійков система числення з однаковими ваговими коефіцієнтами всіх розрядів рівними 1k  = 1;
- при ak  з двійкової множини a = {0,1} і b = 3 в сумі будуть тільки цілі степені - 3k ;
- при ak  з трійкової множини a = {0,1,2} і b = 3 в сумі будуть цілі і подвоєні степені 3, система числення стає звичайною несиметричною трійковою системою числення, a k  задовольняють нерівності {\displaystyle 0\leqslant a_{k}\leqslant (b-1)<b}, тобто {\displaystyle 0\leqslant a_{k}\leqslant 2<3};
- при ak  з десяткової множини a = {0,1,2,3,4,5,6,7,8,9} і b = 3 в сумі будуть цілі степені 3 помножені на 1, 2, 3, 4, 5, 6, 7, 8 і 9.

У деяких випадках цього може виявитися недостатньо, в таких випадках можна застосувати зтроєні (комтринування), зчетверені та інші системи числення. 

#### Трійкова системи числення з додатковим співмножником
У показникових позиційних трійкових системах числення у вагу розряду можна ввести додатковий співмножник. Наприклад, співмножник (b/с): 

{\displaystyle X_{a,b,c}=(a_{n-1}a_{n-2}\dots a_{1}a_{0},a_{-1}a_{-2}\dots a_{-(m-1)}a_{-m})_{a,b,c}=\sum _{k=-m}^{n-1}a_{k}b^{k}(b/c)}
У загальному випадку c ≠ 3. 
При a  k  з a = {0,1,2}, b = 3 і c = 3 утворюється звичайна несиметрична трійкова система числення. При a = 2, b = 3 і c = 2 утворюється (2,3,2)-кова система числення з додатковим нецілочисельним ваговим коефіцієнтом у добутку рівному (3/c) = (3/2) = 1,5.
При інших значеннях a, b і c утворюються інші показові позиційні системи числення з додатковим співмножником (b/c), число яких нескінченне. Можливі нескінченні множини та інших складових систем числення. 

## Кодування трійкових цифр
Одна трійкова цифра може кодуватися різними способами.

### Трирівневі системи кодування

#### Трирівневе кодування трійчастих цифр (3-Level Coded Ternary, 3LCT, «однопровідне»)
Число трирівневих систем кодування трійкових цифр дорівнює числу  перестановок: 
{\displaystyle P_{3}=A_{3}^{3}={\frac {3!}{(3-3)!}}={\frac {3!}{0!}}=3!=6,} з них одна
- симетрична {-1, 0, +1} (+U - (+1); 0 - (0); -U - (-1)),
- зсунута на +1 {0, 1, 2}
- зсунута на +2 {1, 2, 3}

### Дворівневі системи кодування

#### Двобітне двійкове кодування
Також називається «двопровідне»[джерело?], англ. 2-Bit BinaryCodedTernary, 2B BCT representation.

##### З використанням 3-х кодів з 4-х можливих[2]
Число можливих 2B BCT систем кодування трійкових цифр дорівнює числу сполук без повторення: 
{\displaystyle {N \choose k}=C_{n}^{k}={\frac {n!}{K!\left(nk\right)!}}={4 \choose 3}={\frac {4!}{3!\left(4-3\right)!}}=4,} помноженому на число  перестановок в кожному наборі з 3-х чисел:
{\displaystyle P_{3}=A_{3}^{3}={\frac {3!}{(3-3)!}}={\frac {3!}{0!}}=3!=6,} тобто 4 * 6 = 24.
Ось деякі з них:
Перший варіант:

- (1,0) - 2;
- (0,1) - 1;
- (0,0) - 0.

Другий варіант:
- (1,1) - 2;
- (0,1) - 1;
- (0,0) - 0.

##### З використанням всіх 4-х кодів з 4-х можливих (два з 4-х кодів кодують одну і ту ж саму трійкову цифру)
Ось одна з них[джерело?]:
- (0,0) - «0»
- (1,1) - «0»
- (0,1) - «-1»
- (1,0) - «+1»

#### Трьохбітне двійкове кодування
Також відоме як «трипровідне»[джерело?], англ. 3-Bit BinaryCodedTernary, 3B BCT representation. Використовуються три коди з 8-ми можливих.
Число можливих 3B BCT систем кодування трійкових цифр дорівнює числу  сполук без повторення: 
{\displaystyle {N \choose k}=C_{n}^{k}={\frac {n!}{K!\left(nk\right)!}}={8 \choose 3}={\frac {8!}{3!\left(8-3\right)!}}=54,}
помноженому на число  перестановок в кожному наборі з 3-х чисел: 
{\displaystyle P_{3}=A_{3}^{3}={\frac {3!}{(3-3)!}}={\frac {3!}{0!}}=3!=6,} тобто 54 * 6 = 324.
Ось деякі з них:
Перший варіант:
- (1,0,0) - 2;
- (0,1,0) - 1;
- (0,0,1) - 0.

Другий варіант:
- (0,1,1) - 2;
- (1,0,1) - 1;
- (1,1,0) - 0.

Третій варіант:
- (1,1,1) - 2;
- (0,1,1) - 1;
- (0,0,1) - 0.

Четвертий варіант:
- (0,0,0) - 2;
- (1,0,0) - 1;
- (1,1,0) - 0.

### Порівняння з двійковою системою числення
При порозрядному порівнянні трійкова система числення виявляється більш ємною, ніж двійкова система числення. 
При дев'яти розрядах двійковий код має ємність 29 = 512 чисел, а трійковий код має ємність 39 = 19683 числа, тобто в 39/29 = 38,4 рази більше. 
При двадцяти семи розрядах двійковий код має ємність 227 = 134 217 728 чисел, а трійковий код має ємність 327 = 7 625 597 484 987 чисел, тобто в 327/227 = 56 815,13 разів більше.
При вісімдесяти одному розряді двійковий код має ємність 281 = 2 417 851 693 229 258 349 412 352 числа, а трійковий код — 381 ≈ 4,434·1038 чисел, тобто в 381/281 = 183 396 897 083 556,95 разів більше.

### Властивості
Трійкова позиційна показникова несиметрична система числення за витратами числа знаків (в трирозрядному десятковому числі 3 * 10 = 30 знаків) найбільш економічна з позиційних показникових несиметричних систем числення. А. Кушнеров приписує цю теорему  Джону фон Нейману.

### Переклад цілих чисел з десяткової системи числення в трійкову
Для перекладу ціле десяткове число ділять (цілочисельне ділення) на 3 доти, поки частка більше нуля. Остачі, записані зліва направо від останнього до першого є цілим несиметричним потрійним еквівалентом цілого десяткового числа.  
  Приклад: десяткове ціле число 4810,10  переведемо в несиметричне трійкове ціле число: 
  число = 48  10,10  ділимо на 3, частка = 16, остача a0  = 0 
  частка = 16  10,10  ділимо на 3, частка = 5, остача a1  = 1 
  частка = 5  10,10  ділимо на 3, частка = 1, остача a2  = 2 
  частка = 1  10,10  ділимо на 3, частка = 0, остача a3  = 1 
  Частка не більше нуля, ділення закінчено. 
  Тепер, записавши всі остачі від останнього до першого зліва направо, отримаємо результат 4810,10  = (a3  a2  a1  a 0 ) 3,3  = 12103,3 . 

## Таблиці додавання в трійкових системах числення

### У трійковій несиметричній системі числення
З результатом в десятковій системі числення: 
| 2 | 2 | 3 | 4 |
| 1 | 1 | 2 | 3 |
| 0 | 0 | 1 | 2 |
| + | 0 | 1 | 2 |

З результатом у трійковій несиметричній системі числення: 
| 2 | 02 | 10 | 11 |
| 1 | 01 | 02 | 10 |
| 0 | 00 | 01 | 02 |
| + | 0  | 1  | 2  |

### У трійковій симетричній системі числення
З результатом в десятковій системі числення: 
| +1 | 0  | +1 | +2 |
| 0  | -1 | 0  | +1 |
| -1 | -2 | -1 | 0  |
| +  | -1 | 0  | +1 |

З результатом у трійковій симетричній системі числення: 
| +1 | 00 | 01 | 1i |
| 0  | 0i | 00 | 01 |
| -1 | I1 | 0i | 00 |
| +  | -1 | 0  | +1 |

## Трійкова симетрична система числення
Позиційна  цілочисленна симетрична трійкова система числення була запропонована італійським математиком Фібоначчі (Леонардо Пізанський) (1170-1250) для вирішення «завдання про гирі».  Задачу про найкращу систему гир розглядав Лука Пачолі (XV ст.). Окремий випадок цього завдання був опублікований в книзі французького математика Клода Баше де Мезіріака «Збірник цікавих завдань» у 1612 р. Російський переклад книги К. Г. Баше «Ігри та завдання, засновані на математиці» вийшов у Петербурзі в 1877 р. Пізніше цим завданням займався петербурзький академік Леонард Ейлер, цікавився Д.І.Менделєєв.
Симетричність при зважуванні на важільних терезах використовували з найдавніших часів, додаючи гирю на чашку з товаром. Елементи трійкової системи числення були в системі числення стародавніх шумерів, в системах мір, ваг і грошей, в яких були одиниці рівні 3. Але тільки в симетричній трійковій системі числення Фібоначчі об'єднані ці властивості. 
Симетрична система дозволяє зображати від’ємні числа, не використовуючи окремий знак мінуса. Число 2 зображується цифрою 1 в розряді трійок і цифрою {\displaystyle {\bar {1}}} (мінус одиниця) в розряді одиниць. Число -2 зображується цифрою {\displaystyle {\bar {1}}} (мінус одиниця) в розряді трійок і цифрою 1 в розряді одиниць. 
Можливі шість відповідностей цифр (знаків) трійкової симетричної системи числення і цифр (знаків) трійкової несиметричної системи числення: 
|   | 1. | 2. | 3. | 4. | 5. | 6. |
| - | -- | -- | -- | -- | -- | -- |
| 1 | 2  | 1  | 0  | 0  | 2  | 1  |
| 0 | 1  | 0  | 2  | 1  | 0  | 2  |
| 1 | 0  | 2  | 1  | 2  | 1  | 0  |

Відповідно 2. зберігаються числові значення 0 і 1. 
| Десяткова система     | -3  | -2 | -1 | 0 | 1 | 2 | 3  | 4  | 5  | 6  | 7  | 8   | 9   |
| Трійкова несиметрична | −10 | −2 | −1 | 0 | 1 | 2 | 10 | 11 | 12 | 20 | 21 | 22  | 100 |
| Трійкова симетрична   | 10  | 1  | 1  | 0 | 1 | 1 | 10 | 11 | 1  | 10 | 1  | 101 | 100 |

У трійковій симетричній системі числення знак  1 можна замінити знаком (не числом) i або 2і, в другому випадку, використовувати для трійкової симетричної системи числення {-1,0,+1} знаки трійкової несиметричною системи {2,0,1}. 

### Властивості
Завдяки тому що основа 3 непарна, у трійковій системі можливо симетричне відносно нуля розташування цифр: -1, 0, 1, з яким пов'язано шість цінних властивостей: 
- Природність представлення від’ємних чисел;
- Відсутність проблеми округлення (для округлення досить просто відкинути непотрібні цифри).
- Таблиця множення в цій системі, як зазначив О.Коші, приблизно в чотири рази коротша.[11] (стр.34).
- Для зміни знаку числа потрібно змінювати знаки у всіх його цифр.
- При додаванні великої кількості чисел значення для перенесення в наступний розряд зростає із збільшенням кількості доданків не лінійно, а пропорційно  квадратному кореню числа доданків.
- За витратами числа знаків на представлення чисел вона рівна трійковій несиметричній системі.

### Представлення від'ємних чисел
Наявність додатної та від’ємної цифр дозволяє безпосередньо представляти як додатні, так і від’ємні числа. При цьому немає необхідності в спеціальному розряді знака і не треба вводити додатковий ( або зворотний ) код для виконання арифметичних операцій з від’ємними числами. Всі дії над числами, представленими в трійковій системі числення з цифрами 0 , 1 , -1 , виконуються звичайно з урахуванням знаків чисел. Знак числа визначається знаком старшої значущої цифри числа: якщо вона додатна , то і число додатне, якщо від’ємна , то і число від’ємне. Для зміни знака числа треба змінити знаки всіх його цифр (тобто інвертувати його код інверсією Лукасевича ). Наприклад:
{\displaystyle 10{\bar {1}}=9-1=8}
{\displaystyle {\bar {1}}01=-9+1=-8}

### Округлення
Іншим корисним наслідком симетричного розташування значень цифр є відсутність проблеми округлення чисел: в результаті відкидання молодших цифр числа виходить найкраще, при даній кількості залишених цифр, наближення цього числа, і округлення не потрібно.

### Переклад чисел з десяткової системи в трійкову
Переклад чисел з десяткової системи в трійкову і відповідне йому питання про гирі, детально викладені в книгах . Там же розказано про застосування трійкової системи гир у російській практиці.

### Переклад в інші системи числення
Будь-яке число , записане в трійковій системі числення з цифрами 0 , 1 , -1 , можна представити у вигляді суми цілих степенів числа 3 , причому якщо в даному розряді трійкового зображення числа стоїть цифра 1 , то відповідна цього розряду ступінь числа 3 входить в суму зі знаком «+» , якщо ж цифра -1 , то зі знаком «-» , а якщо цифра 0 , то зовсім не входить. Це можна представити формулою
{\displaystyle \cdots +K_{3}\cdot 3^{3}+K_{2}\cdot 3^{2}+K_{1}\cdot 3^{1}+K_{0}\cdot 3^{0}+K_{-1}\cdot 3^{-1}+K_{-2}\cdot 3^{-2}+K_{-3}\cdot 3^{-3}+\cdots } , де
{\displaystyle \cdots +K_{3}\cdot 3^{3}+K_{2}\cdot 3^{2}+K_{1}\cdot 3^{1}+K_{0}\cdot 3^{0}} - ціла частина числа ,
{\displaystyle \cdots +K_{-1}\cdot 3^{-1}+K_{-2}\cdot 3^{-2}+K_{-3}\cdot 3^{-3}+\cdots } - дробова частина числа ,
причому коефіцієнти K можуть приймати значення { 1 , 0 , -1 } .
Для того щоб число , представлене в трійковій системі , перевести в десяткову систему , треба цифру кожного розряду даного числа помножити на відповідну цього розряду степінь числа 3 ( в десятковому поданні) і отримані добутки додати.

### Практичні застосування
- Працюючи в Палаті мір і ваг, Д.І.Менделєєв , з урахуванням симетричної трійкової системи числення, розробив цифровий ряд значень ваг для зважування на лабораторних терезах, який використовується донині .
- Симетрична трійкова система використовувалася в радянській ЕОМ  Сетунь  .

## Дев’яткова форма представлення чисел
Представлення чисел потрійним кодом при програмуванні і при введенні в машину незручно і неекономно, тому поза машини застосовується дев’яткова форма. Дев’яткові числа {\displaystyle {\bar {4}},{\bar {3}},{\bar {2}},{\bar {1}},0,1,2,3,4} зіставляються парам трійкових чисел.
При виведенні машиною від’ємні дев’яткові цифри позначають буквами.
| Десяткова  | {\displaystyle -4}                   | {\displaystyle -3}          | {\displaystyle -2}          | {\displaystyle -1}          | {\displaystyle 0}  | {\displaystyle 1}  | {\displaystyle 2}           | {\displaystyle 3}  | {\displaystyle 4}  |
| Трійкова   | {\displaystyle {\bar {1}}{\bar {1}}} | {\displaystyle {\bar {1}}0} | {\displaystyle {\bar {1}}1} | {\displaystyle 0{\bar {1}}} | {\displaystyle 00} | {\displaystyle 01} | {\displaystyle 1{\bar {1}}} | {\displaystyle 10} | {\displaystyle 11} |
| Дев’яткова | {\displaystyle {\bar {4}}}           | {\displaystyle {\bar {3}}}  | {\displaystyle {\bar {2}}}  | {\displaystyle {\bar {1}}}  | {\displaystyle 0}  | {\displaystyle 1}  | {\displaystyle 2}           | {\displaystyle 3}  | {\displaystyle 4}  |
| Латиниця   | W                                    | X                           | Y                           | Z                           | 0                  | 1                  | 2                           | 3                  | 4                  |
| Кирилиця   | Ж                                    | Х                           | У                           | Ц                           | 0                  | 1                  | 2                           | 3                  | 4                  |